# Gilbert White

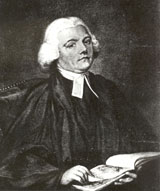
Gilbert White

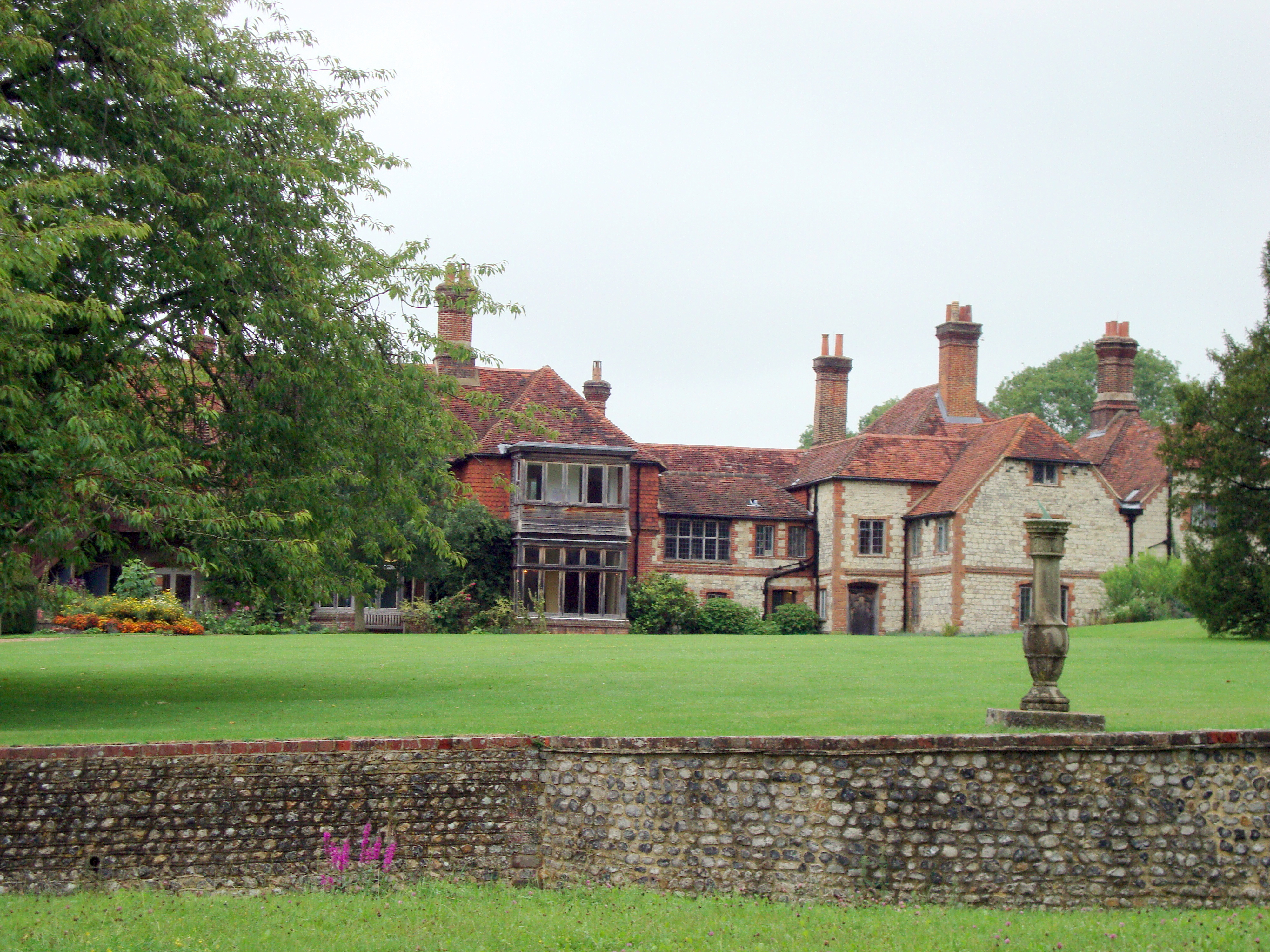
Das Haus von Gilbert White The Wakes, heute ein Museum. Fotografie von der Gartenseite aus. (2010)

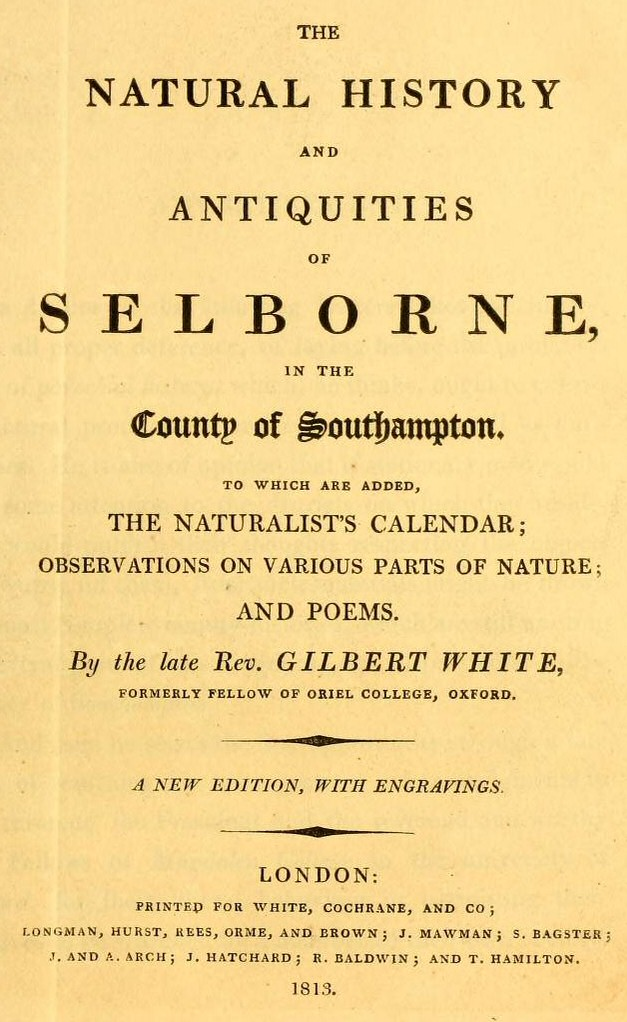
Titelseite der Natural History of Selborne (1813)

Gilbert White (* 18. Juli 1720 in Selborne, Hampshire; † 26. Juni 1793 ebenda) war ein englischer Pfarrer, Naturforscher und Ornithologe. Er blieb sein Leben lang ein unverheirateter Kaplan und ist bekannt für sein Buch The Natural History and Antiquities of Selborne (1789). Sein offizielles botanisches Autorenkürzel lautet „G.White“.

## Leben und Wirken
White wuchs im Vikariat seines Großvaters in Selborne (6 km südlich Alton (Hampshire) in den South Downs nördlich des heutigen South Downs National Park) auf, besuchte die Holy Ghost School und erhielt Privatunterricht bei einem Tutor in Basingstoke, bevor er am Oriel College der Universität Oxford studierte. 1746 wurde er Diakon und 1749 wurde er ordiniert. Er war dann Pfarrer (Kurat) in Hampshire und Wiltshire, darunter viermal in Selborne selbst und unter anderem in den Nachbargemeinden Newton Valence und Farringdon (Hampshire). 1752/53 war er Junior Proctor in Oxford und Dekan (Dean) des Oriel College. 1757 wurde er ständiger Kurat von Moreton Pinkney in Northamptonshire (ohne Anwesenheitspflicht). Nach dem Tod seines Vaters 1758 zog er auf den Familiensitz The Wakes in Selborne, das er 1763 erbte. 1784 wurde er das vierte Mal Kurat in Selborne, was er bis zu seinem Tod blieb (die Pfarre konnte er nicht auf Lebenszeit bekommen, da diese mit dem Magdalen College in Oxford verbunden war, er hatte aber am Oriel studiert).
Er führte ein wissenschaftliches Tagebuch über 25 Jahre von 1768 bis 1793, die die Basis seines Buchs bildeten. Seine 1789 erstmals veröffentlichte Naturgeschichte von Selborne The natural history and antiquities of Selborne ist in Form von Briefen an den Zoologen Thomas Pennant und den Anwalt und Mitglied der Royal Society Daines Barrington verfasst (einige der Briefe sind nicht versandt worden, sondern Stilmittel). Das Buch wurde ein Bestseller und begründete ein eigenes Genre von Naturschriftstellern.
Seine Schwester Anne war mit dem Meteorologen Thomas Barker (1722–1809) verheiratet. In Whites Aufzeichnungen finden sich auch Hinweise für die Auswirkungen der Ausbrüche an der Laki-Spalte auf Island 1783/84.
Sein Familiensitz The Wakes ist heute Museum.

## Schriften (Auswahl)
- The natural history and antiquities of Selborne, in the county of Southampton: with engravings, and an appendix London 1789 (Digitalisat).
  - The natural history and antiquities of Selborne, in the county of Southampton. London 1813 (doi:10.5962/bhl.title.35522, Projekt Gutenberg).
- Garden Kalendar 1751–1771. Introduction and notes by John Clegg, Reprod. in facs. from the manuscript in the British Library, Scolar Pr., London 1975, ISBN 0-85967-215-8.
- Die Erkundung von Selborne durch Reverend Gilbert White; eine illustrierte Naturgeschichte, erstmals übersetzt aus dem Englischen, mit Anmerkungen, einer Zeittafel und einem Personenverzeichnis versehen von Rolf Schönlau; mit einem Essay von Virgina Woolf; und einer Einführung von June E. Chatfield, Berlin : AB - Die Andere Bibliothek GmbH & Co. KG, Mai 2021, ISBN 978-3-8477-0437-9
- Gilbert White: Selborne und seine Naturgeschichte. Erstmals aus dem Englischen und mit einem Vorwort von Esther Kinsky, Matthes & Seitz Berlin, Mai 2021; ISBN 978-3-7518-0206-2